# Zygmunt Brunner
Zygmunt Leopold Brunner (znany jako Zyg Brunner, Zyg-Brunner oraz Zig Brunner) (ur. 12 listopada 1878 w Warszawie, zm. 7 kwietnia 1961 w Paryżu) – polski malarz, grafik i karykaturzysta tworzący we Francji w latach 1907-1949.

## Życiorys
Przyjechał do Paryża pod koniec XIX wieku lub na początku XX, po raz pierwszy wystawiał swoje prace na Salonie Jesiennym w 1905. Udział w tej wystawie okazał się sukcesem, młody artysta rozpoczął wówczas współpracę z czasopismami satyrycznymi. Był również wziętym ilustratorem książek dla dzieci oraz twórcą rysunków o tematyce erotycznej. W latach 1911–1913 uczestniczył w Salonie Komediantów (Salon des Humoristes), przy 34 rue Fontaine założył swoją pracownię autorską. Przez krytyków był zaliczany do jednego z bardziej znanych malarzy działających na Montmartre w dwudziestoleciu międzywojennym. W tym okresie jego obrazy przedstawiały życie codzienne tej części Paryża, mieszkańców, wnętrza kawiarni, salonów fryzjerskich, czytelni.
Współpracował z licznymi czasopismami i periodykami ukazującymi się w Paryżu, były to m.in.:
L'Assiette au Beurre, L'Amour, Les Annales, La Baïonnette, Le Cri de Paris, Fantasio, Fémina, La Flèche de Triboulet, Flirt, Le Frou-Frou, La Gazette du Bon Ton, L’Humorisme, Illustration des modes, L'Image, L’Intransigeant, Jean-qui-rit, Je sais tout, Le Journal, Lectures pour tous, Marianne, Le Mois gai, Paris-Journal, Paris toujours, Les Potins de Paris, Nos Loisirs, Les Quat'z-Arts, Ridendo, Le Rire, Le Sourire, Tygodnik Ilustrowany, La Vie parisienne, Voilà...